# ظهريرة إسماعيلية
ظهريرة إسماعيلية (الاسم العلمي:Notoedres ismaili) هي نوع من العنكبوتيات يتبع جنس الظهريرة من الفصيلة القارمية.